# Barnarps socken
Barnarps socken i Småland ingick i Tveta härad, ingår sedan 1971 i Jönköpings kommun och motsvarar från 2016 Barnarps distrikt.
Socknens areal är 74,80(före utbrytning 1943)/70,23 (efter) kvadratkilometer land. År 2000 fanns här 3 229 invånare. Tätorten Barnarp och Odensjö med sockenkyrkan Barnarps kyrka ligger i socknen. 

## Administrativ historik
Barnarps socken har medeltida ursprung.
Vid kommunreformen 1862 övergick socknens ansvar för de kyrkliga frågorna till Barnarps församling och för de borgerliga frågorna till Barnarps landskommun. En del av församlingen/Landskommunen  överfördes 1943 till den då nybildade Norrahammars församling/köping. Landskommunen inkorporerades 1952 i Tenhults landskommun som 1971 uppgick  i Jönköpings kommun.   Församlingen uppgick 2018 i Barnarp-Ödestugu församling.
1 januari 2016 inrättades distriktet Barnarp, med samma omfattning som församlingen hade 1999/2000.  
Socknen har tillhört samma fögderier och domsagor som Tveta härad. De indelta soldaterna tillhörde Jönköpings regemente, Livkompaniet.

## Geografi
Barnarps socken ligger närmast söder om Jönköping vid östra sidan av Tabergsån och kring Barnarpasjön. Socknen är till större delen höglänt och skogig med huvudbygden i norr.

## Fornlämningar
Känt från socknen är en hällkista från stenåldern och flera gravrösen från äldre järnåldern.

## Namnet
Namnet (1343 Barnethorp ) kommer från kyrkbyn. Förleden har antagits vara pluralform av barn. Efterleden är torp, nybygge.

### Fotnoter
1. 1 2  Svensk Uppslagsbok andra upplagan 1947–1955: Barnarp socken
2. 1 2  Harlén, Hans; Harlén Eivy (2003). Sverige från A till Ö: geografisk-historisk uppslagsbok. Stockholm: Kommentus. Libris 9337075. ISBN 91-7345-139-8
3. ↑  ”Församlingar”. Statistiska centralbyrån. https://www.scb.se/hitta-statistik/regional-statistik-och-kartor/regionala-indelningar/forsamlingar/. Läst 30 december 2022.
4. ↑  Administrativ historik för Barnarp socken (Klicka på församlingsposten). Källa: Nationella arkivdatabasen, Riksarkivet.
5. ↑  Indelta soldater, torp och rotar i Jönköpings län Arkiverad 24 januari 2012 hämtat från the Wayback Machine. Jönköpingsbygdens Genealogiska Förening
6. 1 2  Sjögren, Otto (1931). Sverige geografisk beskrivning del 2 Östergötlands, Jönköpings, Kronobergs, Kalmar och Gotlands län. Stockholm: Wahlström & Widstrand. Libris 9939
7. 1 2 3  Nationalencyklopedin
8. ↑  Fornlämningar, Statens historiska museum: Barnarps socken
9. ↑  Fornminnesregistret, Riksantikvarieämbetet: Barnarps socken Fornminnen i socknen erhålls på kartan genom att skriva in sockennamn (utan "socken") i "Ange geografiskt område"
10. ↑  Mats Wahlberg, red (2003). Svenskt ortnamnslexikon. Uppsala: Institutet för språk och folkminnen. Libris 8998039. ISBN 91-7229-020-X. https://isof.diva-portal.org/smash/get/diva2:1175717/FULLTEXT02.pdf